# Lluïsa de Salm-Dhaun
Lluïsa de Salm-Dhaun, comtessa de Sal Dhaun, va néixer a la ciutat de Dhaun (Alemanya) el 27 de febrer de 1721 i va morir a Colònia el 23 de desembre de 1791. Era filla del vescomte Carles de Salm-Dhaun (1675-1733) i de Lluïsa de Nassau-Ottweiler (1686-1773).
El 19 de juny de 1744 es va casar a Dhaun amb Guillem Lluís de Kirchberg (1709-1751), fill de Jordi Frederic de Kirchberg (1683-1749) i de Sofia Amàlia de Nassau-Ottweiler (1688-1753). D'aquest matrimoni en nasqueren:
- Carles Frederic (1746- ?).
- Guillem Jordi de Kirchberg (1751-1777), casat amb Isabel Augusta de Reuss Greiz (1752-1824)